# ТЭЦ Хожув
ТЭЦ Хожув – теплоэлектроцентраль в одноименном городе на юге Польши.
Производство электрической энергии в Хожуве началось еще в 1898 году, когда компания AEG запустила здесь станцию мощностью 0,84 МВт. В последующие несколько десятилетий рост спроса, в частности, для покрытия потребностей азотного завода, привел к многократному увеличению мощности ТЭС, которая на eve Второй мировой войны достигла 76 МВт.
В 1938 году началась большая модернизация, продолженная во время немецкой оккупации. В результате замены старого оборудования мощность станции достигла 121 МВт. В 1950–1953 годах произошел очередной этап расширения, в ходе которого мощность объекта довели до 208 МВт, что на короткое время сделало его крупнейшим в стране.
Однако вскоре началось строительство крупных тепловых электростанций, тогда как ТЭС в Хожуве в 1960-х годах была адаптирована для выполнения функций теплоэлектроцентрали. После ввода в 1976 и 1979 годах двух угольных водогрейных котлов WP-120 мощностью по 140 МВт, поставленных компанией Rafako из Рацибужа, тепловая мощность станции увеличилась до 490 МВт. Такой же этот показатель оставался и на конец 1990-х годов, при этом электрическая мощность в результате вывода устаревшего оборудования снизилась уже до 64 МВт.
В 2002 году на площадке на замену существующим генерирующим мощностям ввели в эксплуатацию два котла Foster Wheeler 420-13,9/540/230 с циркулирующим кипящим шаром, рассчитанные на сжигание низкокалорийного угля с высоким содержанием серы. Они питают две паровые турбины Siemens EHNK90/5.0 мощностью по 113 МВт, кроме того, каждый из этих блоков способен производить 180 МВт тепловой энергии.
В 1970-х годах для обслуживания ТЭЦ построили два дымохода высотой 170 и 86 метров. После модернизации начала 2000-х годов они были разобраны, а новые блоки обслуживаются собственным дымоходом высотой 105 метров.